# Віндуґа (Куявсько-Поморське воєводство)
Віндуґа (пол. Winduga) — село в Польщі, у гміні Бобровники Ліпновського повіту Куявсько-Поморського воєводства.
Населення — 52 особи (2011).
У 1975-1998 роках село належало до Влоцлавського воєводства.

## Демографія
Демографічна структура станом на 31 березня 2011 року:
|          | Загалом | Допрацездатний вік | Працездатний вік | Постпрацездатний вік |
| -------- | ------- | ------------------ | ---------------- | -------------------- |
| Чоловіки | 22      | 4                  | 17               | 1                    |
| Жінки    | 30      | 8                  | 17               | 5                    |
| Разом    | 52      | 12                 | 34               | 6                    |